# 국제 해사 기구

IMO 참여국가
정회원국
준회원국
후보국

국제 해사 기구(國際海事機構, International Maritime Organization, IMO)는 해운과 조선에 관한 국제적인 문제들을 다루기 위해 설립된 국제 기구로, 유엔의 산하 기관이다. 

## 구성
각국의 정부만이 회원 자격이 있는 정부간 기구이다. 1948년 2월 19일 설립 당시의 명칭은 정부간 해사자문기구(Inter-Governmental Maritime Consultative Organization, IMCO)였으나, 1982년에 현재의 명칭으로 바꾸었다. 영국 런던에 본부를 두고 있으며, 168개 국가가 정회원으로, 3개 국가가 준회원으로 가입되어 있다. 대한민국은 2021년 IMO대한민국 대표부를 주영국 한국대사관 산하에 설치하였다. 국제해사기구 이사국은 A그룹, B그룹, C그룹으로 나뉘어 있으며, 대한민국의 경우에는 A그룹에 가입해 있다. 현재 대한민국의 임기택 사무총장이 총장직을 역임하고 있다.

## 역사
2023년에는 북한의 불법적인 미사일 발사에 대한 결의안을 채택하였다.

## 조직

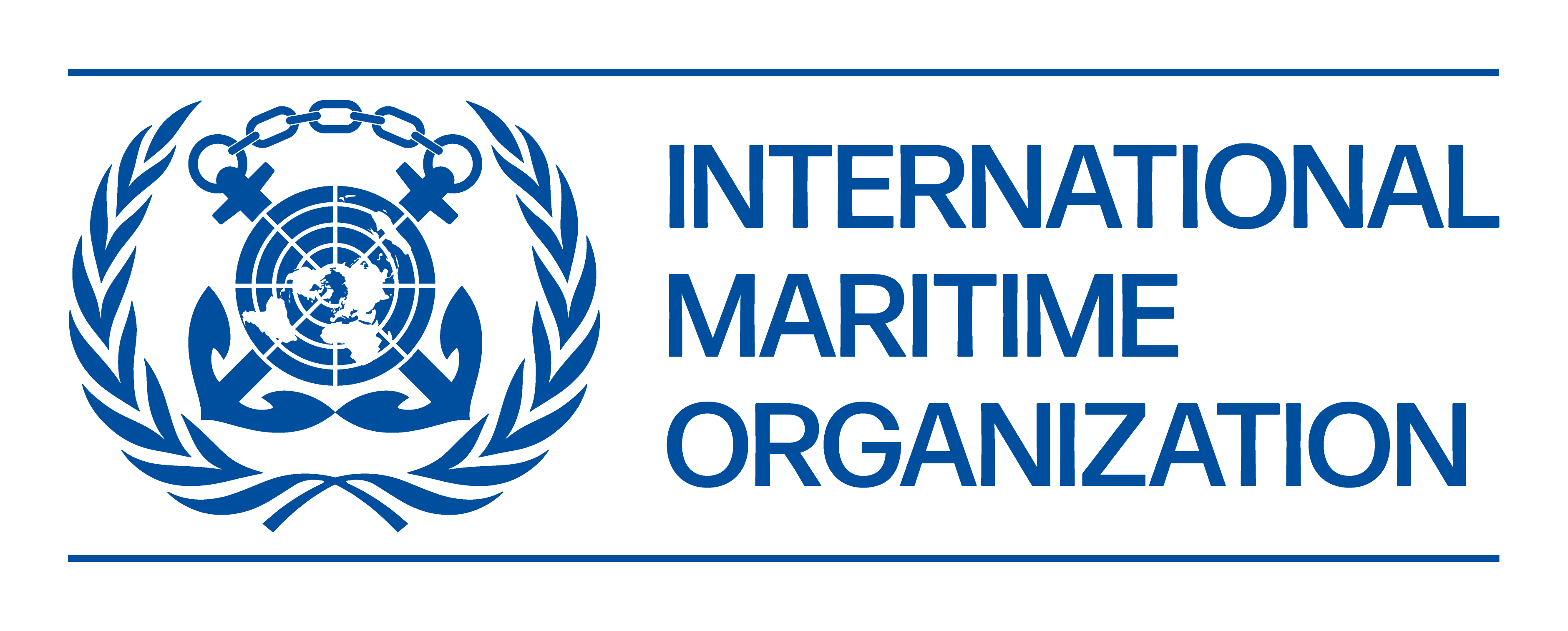
국제해사기구 로고

- 총회
- 이사회
  - 법률위원회
  - 해양환경위원회
  - 기술협력위원회
  - 간소화위원회
  - 해사안전위원회
    - 화물컨테이너운송 전문위원회
    - 인적요소 훈련 당직 전문위원회
    - 협약이행 전문위원회
    - 항해 통신 수색 구조 전문위원회
    - 해양오염 방지 대응 전문위원회
    - 선박설계 건조 전문위원회
    - 선박시스템 설비 전문위원회

  - 사무국
  - 국제해사기구 로고

## 같이 보기
- 국제 수로 기구
- 해양법에 관한 유엔 협약